# Csátalja
Csátalja é um município da Hungria, situado no condado de Bács-Kiskun. Tem 39,05 km² de área e sua população em 2015 foi estimada em 1.396 habitantes.